# Rémy Knafou
 (janvier 2025).
L'article doit être relu — et modifié si nécessaire — par des contributeurs indépendants pour apporter un regard critique aux contributions effectuées en violation des conditions d'utilisation de Wikipédia, tant sur la forme (notamment concernant le style encyclopédique, la proportionnalité) que sur le fond (la neutralité de point de vue, la qualité et l'indépendance des sources).
(Politique pour les contributions rémunérées | Comprendre le dépubage | En discuter)
 (janvier 2025).
Si vous disposez d'ouvrages ou d'articles de référence ou si vous connaissez des sites web de qualité traitant du thème abordé ici, merci de compléter l'article en donnant les références utiles à sa vérifiabilité et en les liant à la section « Notes et références ».
Rémy Knafou est un géographe français né le 24 mars 1948 à Casablanca et spécialiste de la géographie du tourisme.

## Biographie
Rémy Knafou fait ses études secondaires au lycée Lyautey (Casablanca), au lycée Masséna (Nice) et au lycée Louis-le-Grand (Paris)[réf. nécessaire]. Après l'agrégation de géographie, il prépare une thèse d'État sous la direction d'Olivier Dollfus sur le thème des « stations intégrées de sports d'hiver des Alpes françaises », qu'il soutient en 1978 alors qu'elle est déjà publiée.

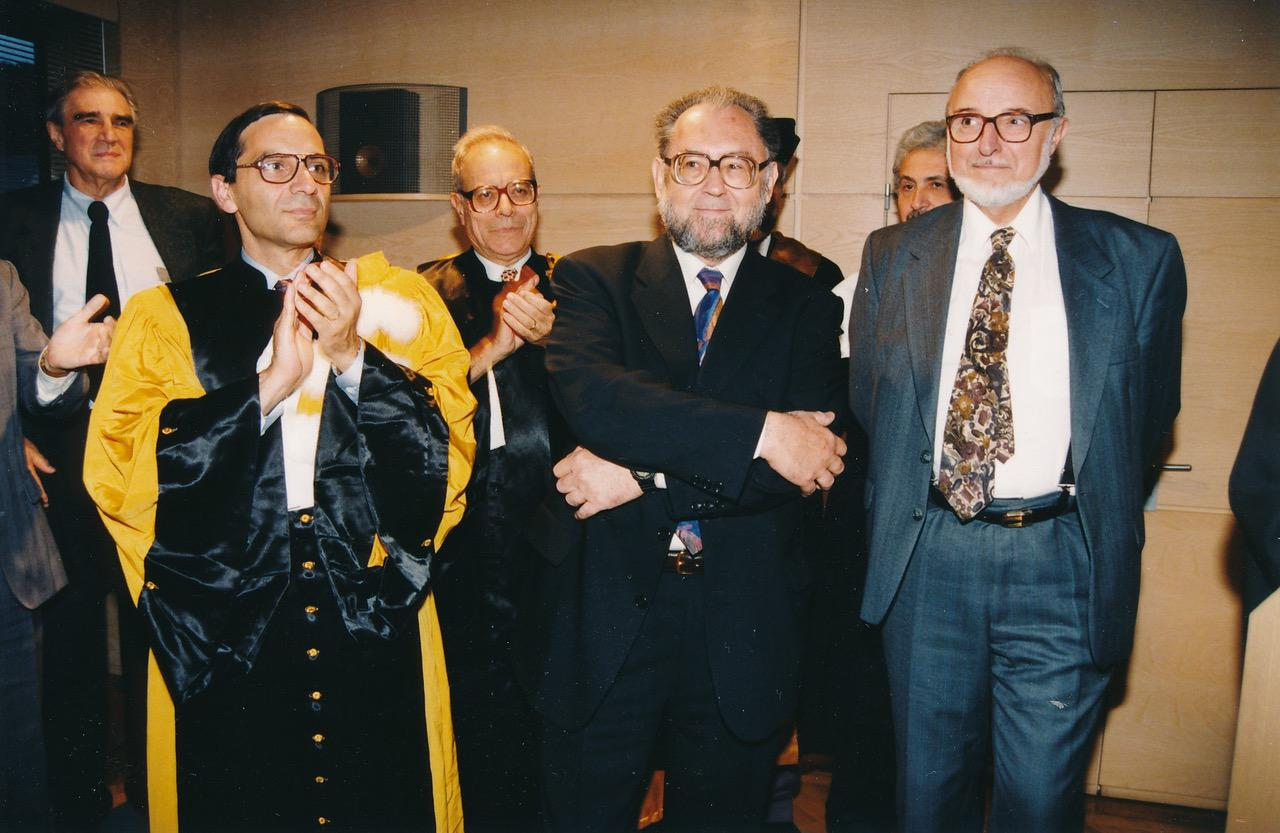
Rémy Knafou au Festival international de géographie 1996, entouré de Jean Malaurie, Roland Paskoff et les deux lauréats du prix Vautrin-Lud, Roger Brunet et Paul Claval.

Resté d'abord extérieur au monde universitaire par choix et après avoir enseigné en lycée et classes préparatoires aux grandes écoles (lycées Louis-le-Grand, Voltaire, Albert-Schweitzer, Claude-Monet, Condorcet)[réf. nécessaire], Remy Knafou est recruté comme directeur de recherche au CNRS en 1988 pour diriger le laboratoire Intergéo, avec pour mission de valoriser et diffuser la recherche en géographie. Il occupe cette fonction de 1988 à 1995[source secondaire souhaitée]. C'est dans le cadre de cette mission qu'il crée avec  Christian Pierret, maire de Saint-Dié, et Claire Ferras, chargée de communication, le Festival international de géographie de Saint-Dié-des-Vosges (FIG) dont il assure la direction scientifique à deux reprises (1988-1992 et 1996-1998). Sous sa direction a été créé le prix Vautrin-Lud et les premiers « cafés de géographie » ont fonctionné à son initiative[source secondaire souhaitée]. En 1990, Remy Knafou conçoit et crée l'Institut de Saint-Gervais, institut de "recherche-action". Fondé sur le concept d'« institution éphémère », l'Institut de Saint-Gervais a fonctionné, à Saint-Gervais-les-Bains , jusqu'en 1994, offrant à Rémy Knafou l'opportunité de renouer véritablement avec la recherche,.
Professeur à l'université Paris-Diderot jusqu'en 2005, puis à l'université Panthéon-Sorbonne jusqu'en 2008, il est professeur émérite de cette même université. Il fut le créateur et le directeur de l'équipe de recherche « Mobilités, itinéraires, territoires »[source secondaire nécessaire].
Co-créateur (2012) et directeur de la revue[source secondaire nécessaire] Via@, revue scientifique en ligne sur le tourisme, publiée en sept langues et portée par 12 universités de 9 pays différents.
Rémy Knafou a par ailleurs contribué à la rédaction de manuels d'histoire-géographie de l'enseignement secondaire (près de 70 ouvrages)[source secondaire nécessaire].

## Décoration
- Chevalier de l'ordre national du Mérite (nomination le 15 mai 2025)[4].

## Ouvrages

### En son nom propre
- Les stations intégrées de sports d’hiver des Alpes françaises. L’aménagement de la montagne “à la française", Masson, 1978.
- Les Alpes, coll. « Que sais-je ? », P.U.F., 1994.
- Vermeer. Mystère du quotidien, Herscher, 1994.
- L’Institut de Saint-Gervais. Recherche-action dans la montagne touristique, Belin, 1997.
- Réinventer le tourisme. Sauver nos vacances sans détruire le monde, éditions du faubourg, 2021.
- Réinventer (vraiment) le tourisme. En finir avec les hypocrisies du tourisme durable, éditions du faubourg, 2023.
- La surmédiatisation du surtourisme : ce qu'elle nous dit du tourisme (et de ceux qui en parlent), Fondation Jean Jaurès, 2023.
- Le tourisme réflexif, un point d'étape, Fondation Jean Jaurès, 2024.

### Ouvrages collectifs sous sa direction
- L’État de la géographie, Belin, 1997.
- Atlas de France, volume : tourisme et des loisirs, La Documentation française, 1997.
- La planète « nomade », les mobilités géographiques aujourd'hui, Belin, 1998.
- Équipe MIT, Tourismes 1. Lieux communs, Belin, 2002.
- Équipe MIT, Tourismes 2. Moments de lieux, Belin, 2005.
- Mondes urbains du tourisme, Belin, 2007 (codirection avec Philippe Duhamel)
- Équipe MIT, Tourismes 3. La révolution durable, Belin, 2011.
- Les lieux du voyage, Le cavalier bleu, 2012.